# Kanadská hokejbalová reprezentace
Kanadská hokejbalová reprezentace je výběrem nejlepších kanadských hráčů v hokejbale. Od roku 1996 se účastní mistrovství světa. Tým je řízen Kanadskou hokejbalovou asociací, která je členem ISBHF. Největším úspěchem kanadského týmu je pět zlatých medailí z mistrovství světa 1996, 2001, 2003, 2005 a 2007.

## Účast namistrovstvísvěta
| MS      | Místo konání           | Umístění |
| ------- | ---------------------- | -------- |
| MS 1996 | Slovensko (Bratislava) | . místo  |
| MS 1998 | Česko (Litoměřice)     | . místo  |
| MS 1999 | Slovensko (Zvolen)     | . místo  |
| MS 2001 | Kanada (Toronto)       | . místo  |
| MS 2003 | Švýcarsko (Sierre)     | . místo  |
| MS 2005 | USA (Pittsburgh)       | . místo  |
| MS 2007 | Německo (Ratingen)     | . místo  |
| MS 2009 | Česko (Plzeň)          | 5. místo |
| MS 2011 | Slovensko (Bratislava) | . místo  |
| MS 2013 | Kanada (St. John's)    | . místo  |
| MS 2015 | Švýcarsko (Zug)        | 5. místo |
| MS 2017 | Česko (Pardubice)      | . místo  |